# Montreux II
Montreux II è un album dal vivo del musicista statunitense Bill Evans, pubblicato nel 1969.

## Tracce
1. Introduction - 1:11
2. Very Early (Bill Evans) - 5:27
3. Alfie (Burt Bacharach, Hal David) - 5:30
4. 34 Skidoo (Evans) - 6:37
5. How My Heart Sings (Earl Zindars) - 4:16
6. Israel (John Carisi) - 4:14
7. I Hear a Rhapsody (Jack Baker, George Fragos, Dick Gasparre) - 5:54
8. Peri's Scope (Evans) - 6:00

## Formazione
- Bill Evans - piano
- Eddie Gómez - basso
- Marty Morell - batteria